# Lipniak (Dywity)
Lipniak (deutsch Lindenhain) ist ein Ort in der polnischen Woiwodschaft Ermland-Masuren. Er gehört zur Gmina Dywity (Landgemeinde Diwitten) im Powiat Olsztyński (Kreis Allenstein).

## Geographische Lage
Lipniak liegt im Westen der Woiwodschaft Ermland-Masuren, acht Kilometer nordwestlich der Kreis- und Woiwodschaftshauptstadt Olsztyn (deutsch Allenstein).

## Geschichte
Über die Geschichte des kleinen Ortes Lindenhain, wohl längere Zeit auch Lippnak genannt, ist wenig bekannt. Bis 1945 war er – aus ein paar verstreut liegenden Gehöften bestehend – ein Wohnplatz innerhalb der Landgemeinde Braunswalde (polnisch Brąswałd) im gleichnamigen Amtsbezirk des ostpreußischen Kreises Allenstein.
Als 1945 in Kriegsfolge das gesamte südliche Ostpreußen an Polen abgetreten werden musste, erhielt Lindenhain die polnische Namensform „Lipniak“. Heute ist der Ort in die Landgemeinde Dywity (Diwitten) im Powiat Olsztyński (Kreis Allenstein) eingegliedert, von 1975 bis 1998 der Woiwodschaft Olsztyn, seither der Woiwodschaft Ermland-Masuren zugehörig.

## Kirche

### Evangelisch
Bis 1945 war Lindenhain in die evangelische Kirche Allenstein (polnisch Olsztyn) in der Kirchenprovinz Ostpreußen der Kirche der Altpreußischen Union eingepfarrt. Zu dieser – jetzt mit einem Namen versehenen – Christus-Erlöser-Kirche in Olsztyn gehört der Ort auch heute, wobei diese Kirche nun der Diözese Masuren der Evangelisch-Augsburgischen Kirche in Polen zugeordnet ist.

### Römisch-katholisch
Katholischerseits war Lindenhain vor 1945 – und ist Lipniak heute – in die Pfarrei Braunswalde resp. Brąswałd eingegliedert. Diese gehört seit 1992 zum Erzbistum Ermland.

## Verkehr
Lipniak ist auf direktem Wege von Brąswałd (Braunswalde) aus zu erreichen. Eine Bahnanbindung besteht nicht.